# Sd.Kfz. 6
Le Sd.Kfz. 6 mittlerer Zugkraftwagen 5 t. (Sonderkraftfahrzeug 6) était un véhicule semi-chenillé conçu comme tracteur d'artillerie, fabriqué par Bussing-NAG et Daimler-Benz de 1934 à 1942.
Utilisé par l’armée allemande (Wehrmacht) au cours de la Seconde Guerre mondiale pour tracter des charges d'un maximum de 10 tonnes, et en particulier le canon FH 18 de 105 mm d'un poids de 2 tonnes, il s'avéra toutefois trop onéreux à la fabrication, et fut remplacé par le Sd.Kfz. 11 de trois tonnes ou le sWS, suffisants pour cette tâche.

## Variantes
- Sd.Kfz. 6 : véhicule semi-chenillé standard.
- Praga Sd.Kfz. 6 : véhicule standard produit dans les usines tchèques, mais avec un moteur Maybach HL 54 TUKRM de 115 ch.
- Sd.Kfz. 6/1: véhicule standard, utilisé pour le remorquage de diverses pièces d'artillerie, et transportant  jusqu'à quinze personnes.
- Sd.Kfz. 6/2 : porteur d'un canon 3,7 cm Flak 36. Équipage de sept hommes.
- Sd.Kfz. 6/3 ou 76,2 mm Pak 36(r) auf Panzerjäger Selbstfahrlafette Zugkraftwagen 5t, dit "Diana" : canon russe de 76,2 mm capturé, prenant place dans une superstructure blindée montée  sur l'arrière du véhicule. Apparu en janvier 1942 sur le front en Afrique.